# Blarney
Blarney (forma anglicizzata) o An Bhlárna (in irlandese) è un villaggio dell'Irlanda meridionale, 8 km a nord-ovest di Cork. Situato, pertanto, nella contea di Cork, è ben conosciuto per essere il sito dell'omonimo castello, che contiene anche la leggendaria Pietra di Blarney (o "Pietra dell'Eloquenza"; Cloch na Blarnan(GA), Blarney Stone(EN)).

## Blarney Stone
Tradizione vuole che chiunque baci la pietra di Blarney, nel Castello di Blarney, riceva "the Gift of the Gab" (cioè il "dono dell'Eloquenza" o dell'"Adulazione"). La leggenda ha le proprie radici nella presunta risposta che la Regina di Inghilterra, Elisabetta I diede ai ripetuti tentativi di blandirla posti in essere da Cormac Teige McCarthy durante i negoziati riguardanti l'occupazione del castello da parte delle forze militari britanniche. Altre tradizioni popolari sostengono che la pietra sia stata creata da una strega durante il medioevo.

## Economia

### Turismo
Il villaggio di Blarney in Irlanda è la maggiore attrazione turistica della contea di Cork. Molte persone vengono per visitare il castello, baciare la pietra e fare compere.
Il centro del villaggio è denominato "la Piazza" (An Chearnóg(GA), The Square(EN)) - un appezzamento ricoperto d'erba: vari tentativi di abbellire la piazza si sono sempre scontrati con la ferma opposizione degli abitanti di Blarney. Un tempo utilizzata come mercato, oggi è meta di svago dei cittadini di Cork che vi sostano per prendere il sole e svagarsi durante il periodo estivo

## Galleria d'immagini

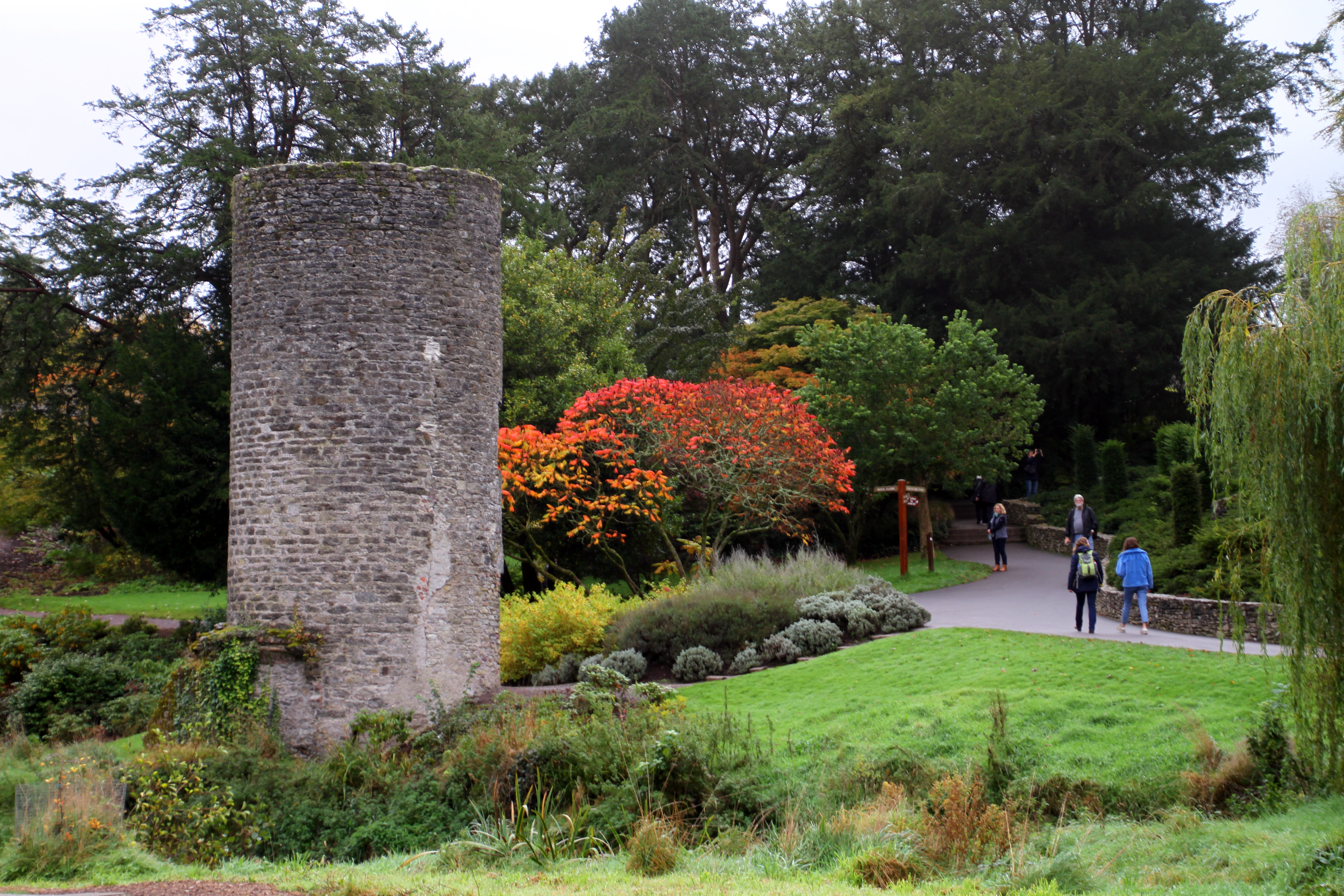
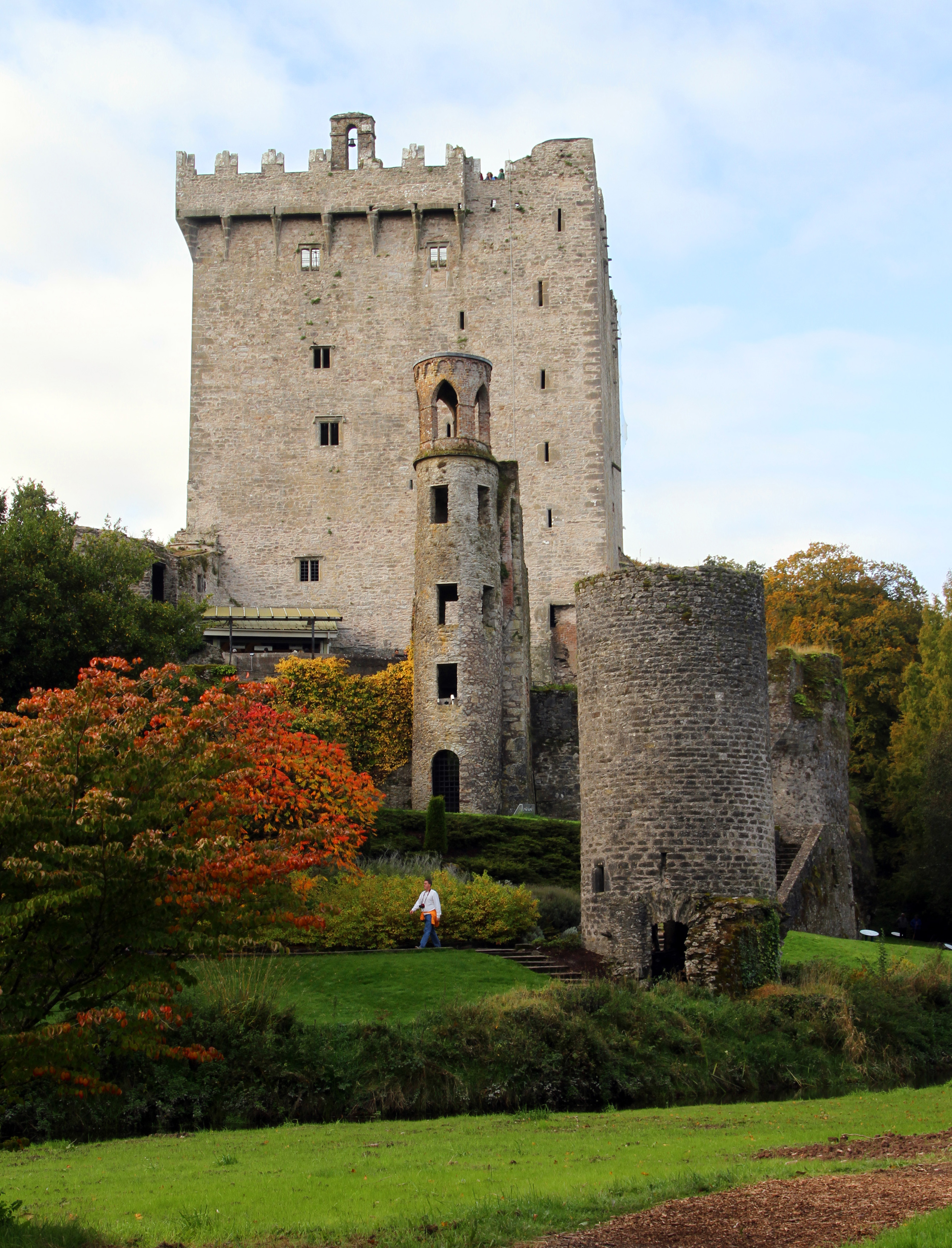
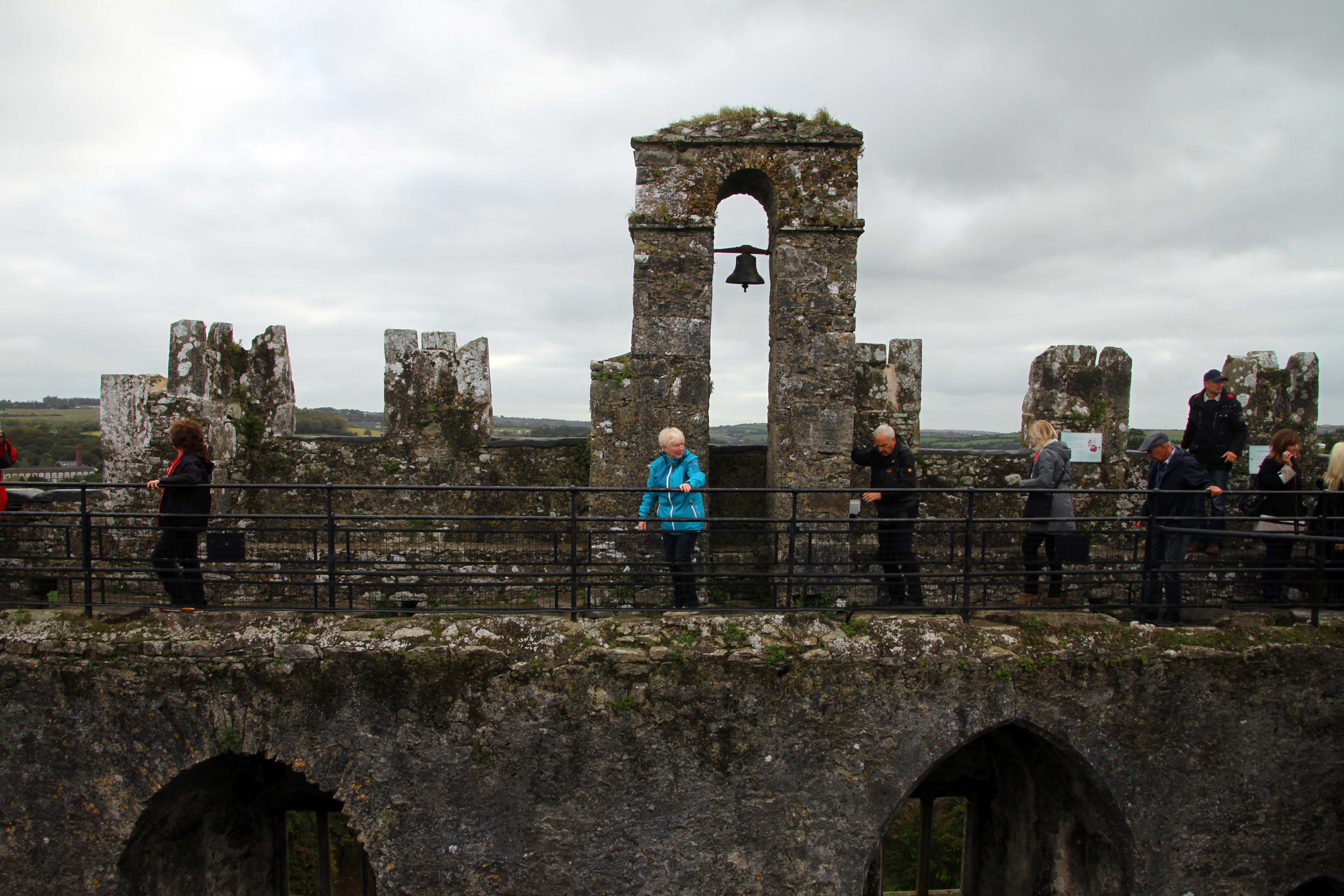
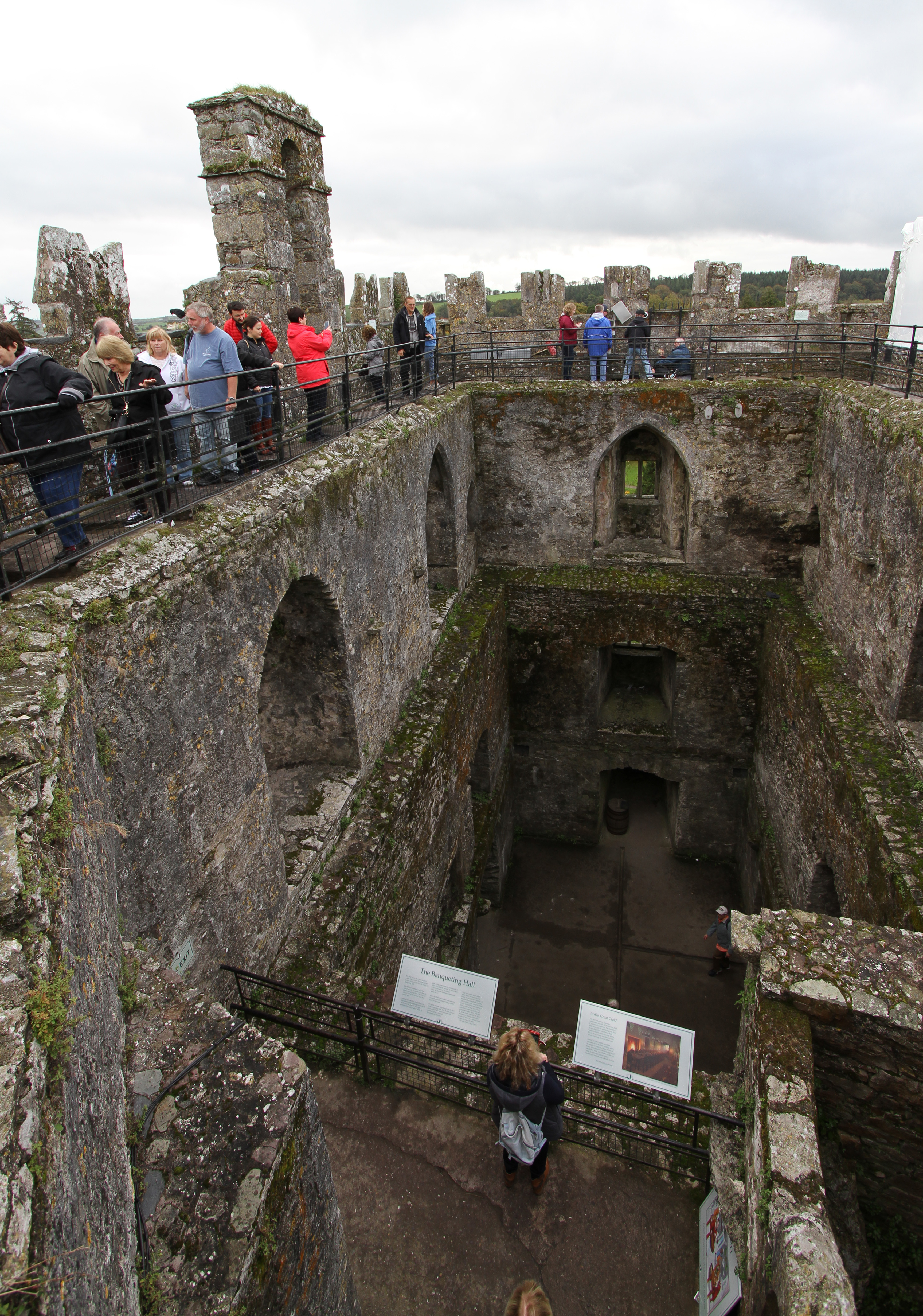
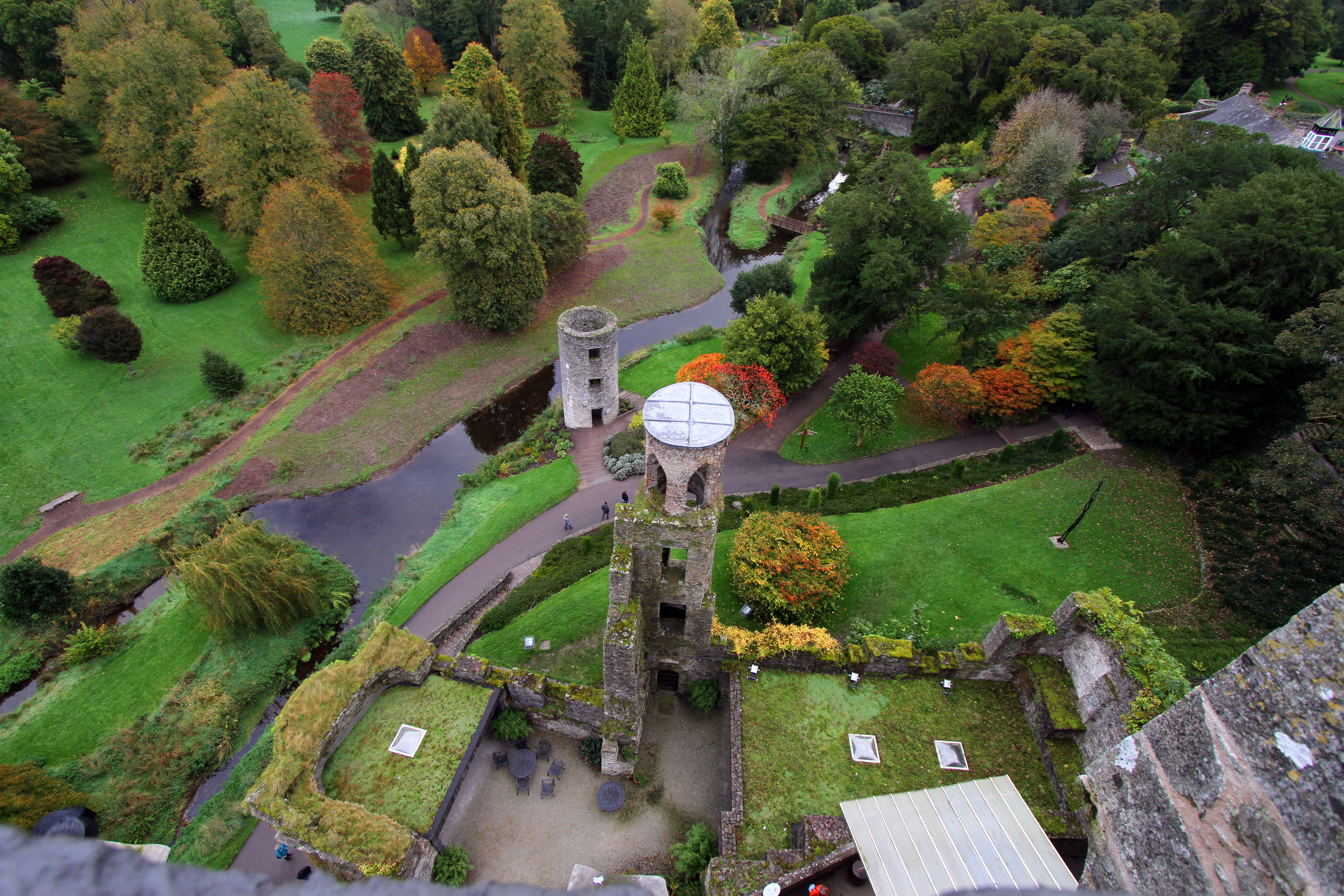
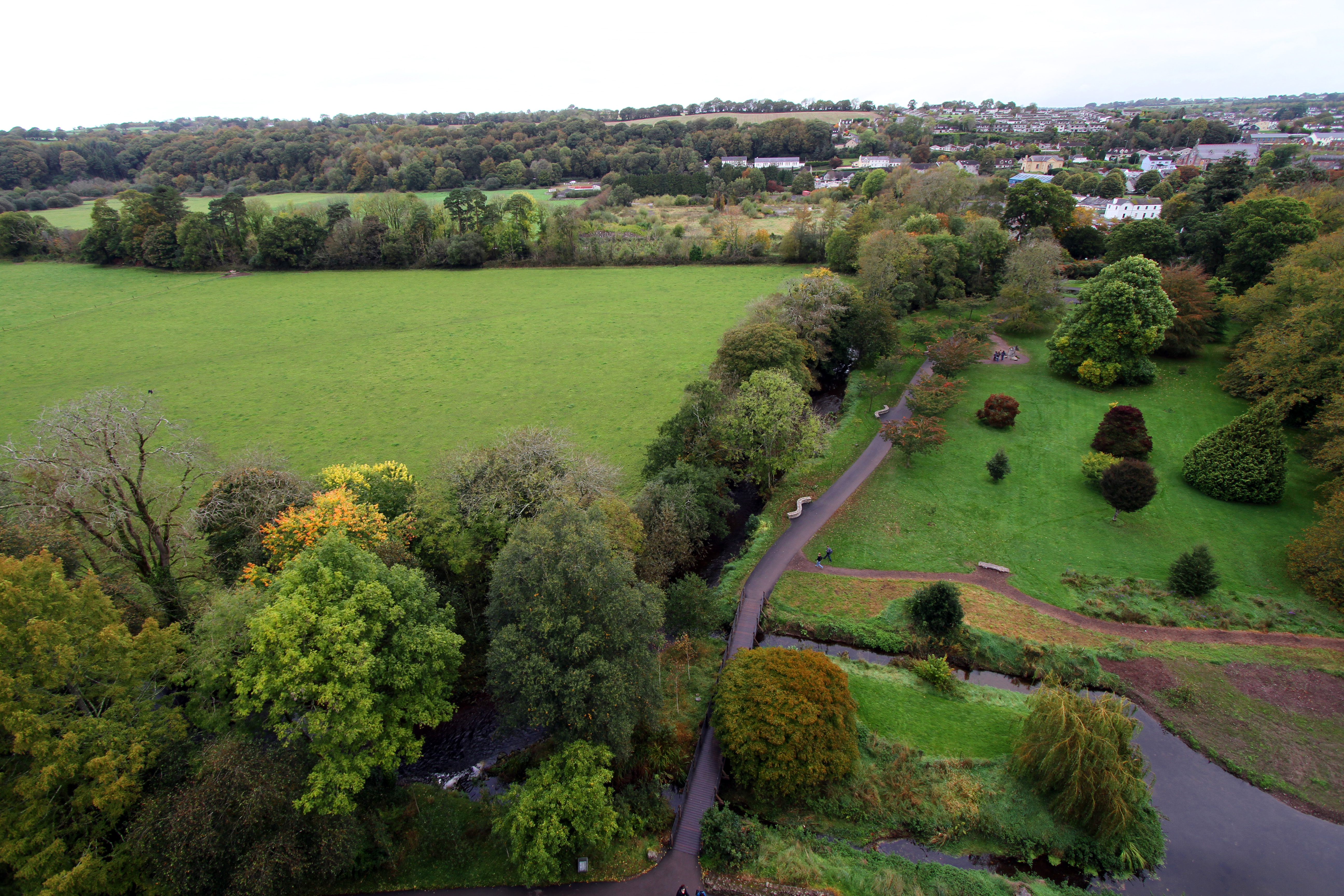
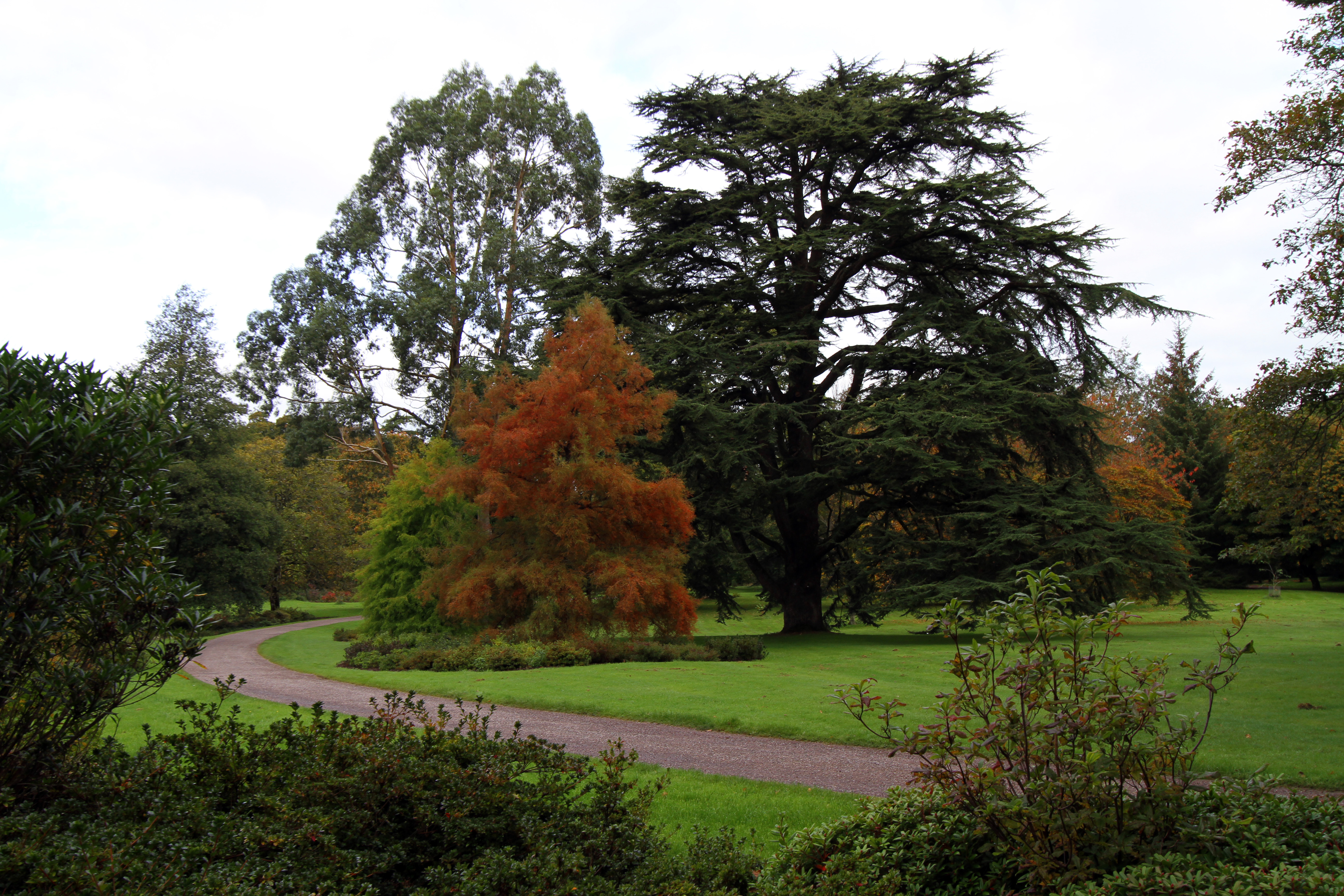
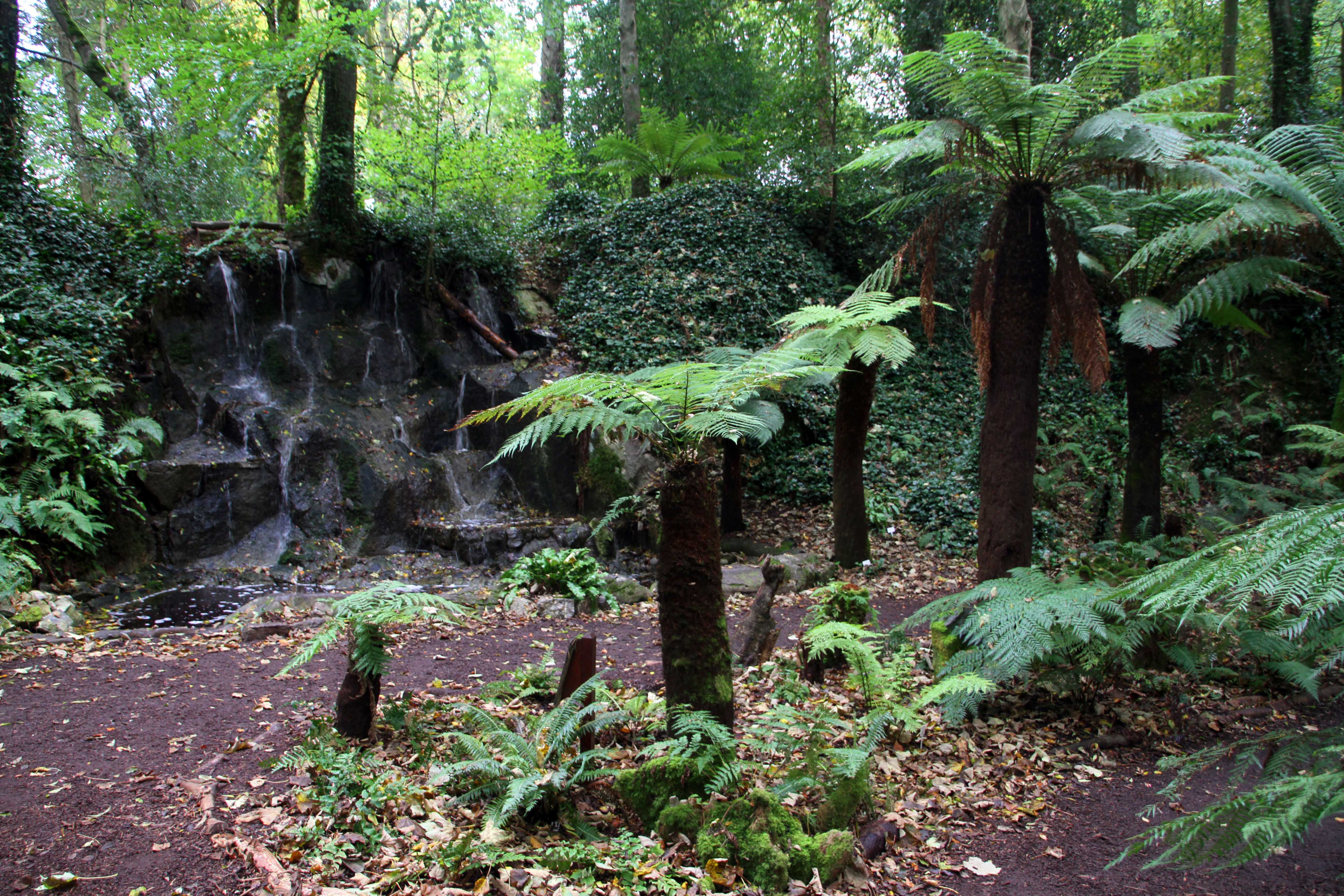
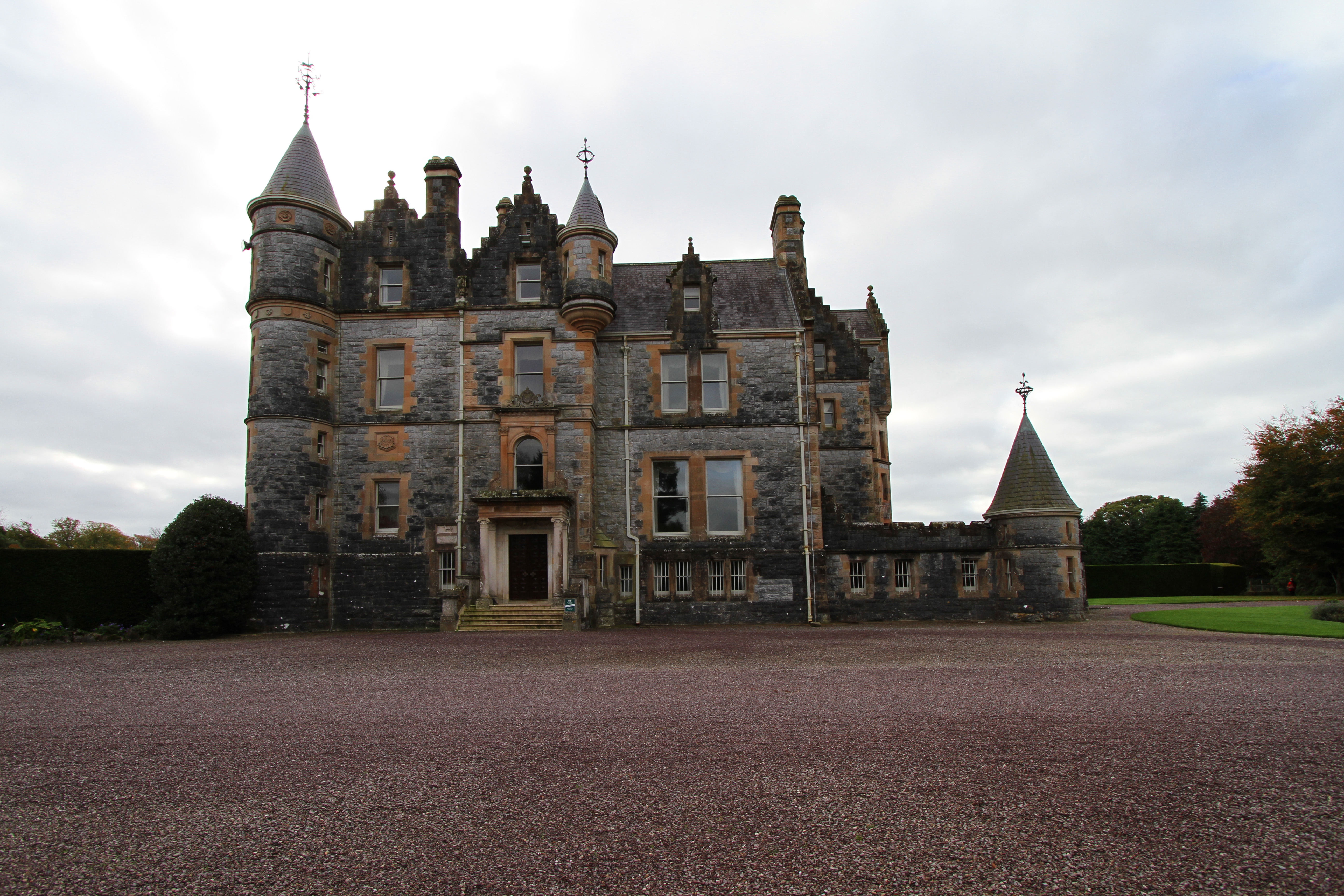
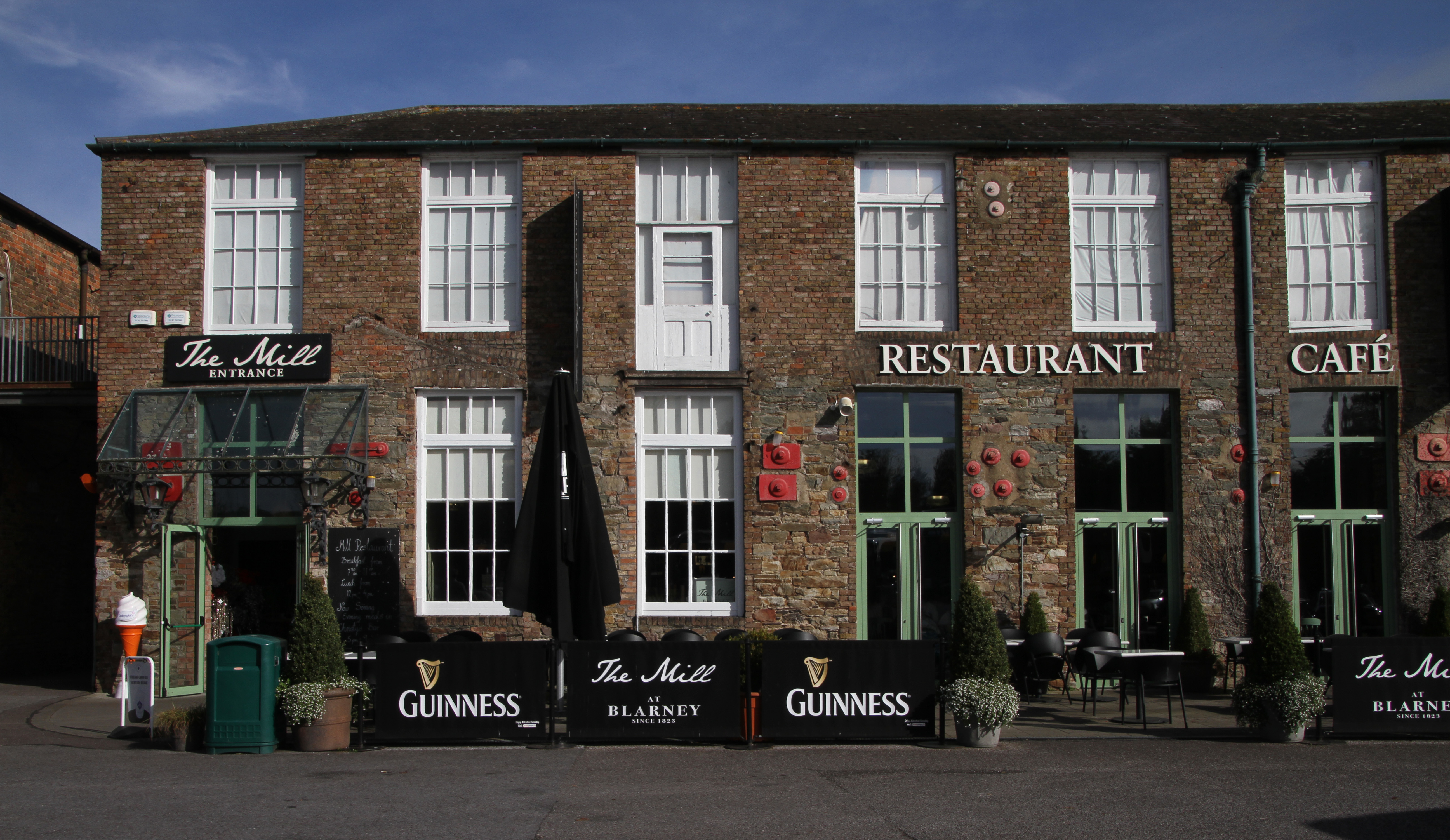